# Spliti helyiérdekű vasút
A Spliti Helyiérdekű Vasút (horvátul: Splitska gradska željeznica) egy 1435 mm-es nyomtávolságú elővárosi vasútvonal a Dalmácia legnagyobb városában Splitben. A vonal tervek szerinti kiépítés esetén kapcsolatot teremtene Trogir és Split kikötője között, érintve  a sűrűn lakott part menti területeket.

## Története
A helyi érdekű vasútvonalat 2006. december 10-én nyitották meg. Az egy vonalból álló rendszer 7 megállót foglal magába. Az útvonala a Spliti Kikötőtől indul és Kaštel Stariban végződik.
A teljes pálya hossza 17,8 km, míg az utazás időtartama 25 perc. A helyi érdekű vasút a Dalmáciai vasútvonalon halad két alagúton keresztezve a belvárost. A rendszert a Horvát Vasutak üzemelteti.

## Tervezett fejlesztése
A jövőben tervezik villamosítását, kétvágányúsítását és új alacsony padlós vonatok beszerzését. Új pálya építésével további négy új állomás létesítését prognosztizálják. A vasutat északi irányba szeretnék meghosszabbítani Kaštel Stari, továbbá Split repülőtér, Trogir és Seget Donji (Trogir észak) megállóhelyekkel. A közeljövőben a metróállomás Split-Sud is megnyitásra kerül, amely összeköti a Hrvatske Bratske Zajednice téren. 2008-tól tervezték a korábban lezárult állomás Kaštel-Lukšić újranyitását is.
A Horvátországban egyedülálló mini-metro rendszert az eredeti tervek szerint 2012-ig szerették volna teljessé tenni.

## Fordítás
- Ez a szócikk részben vagy egészben  a   Split Suburban Railway című angol Wikipédia-szócikk fordításán alapul.  Az eredeti cikk szerkesztőit annak laptörténete sorolja fel. Ez a jelzés csupán a megfogalmazás eredetét és a szerzői jogokat jelzi, nem szolgál a cikkben szereplő információk forrásmegjelöléseként.